# Walter Tirel

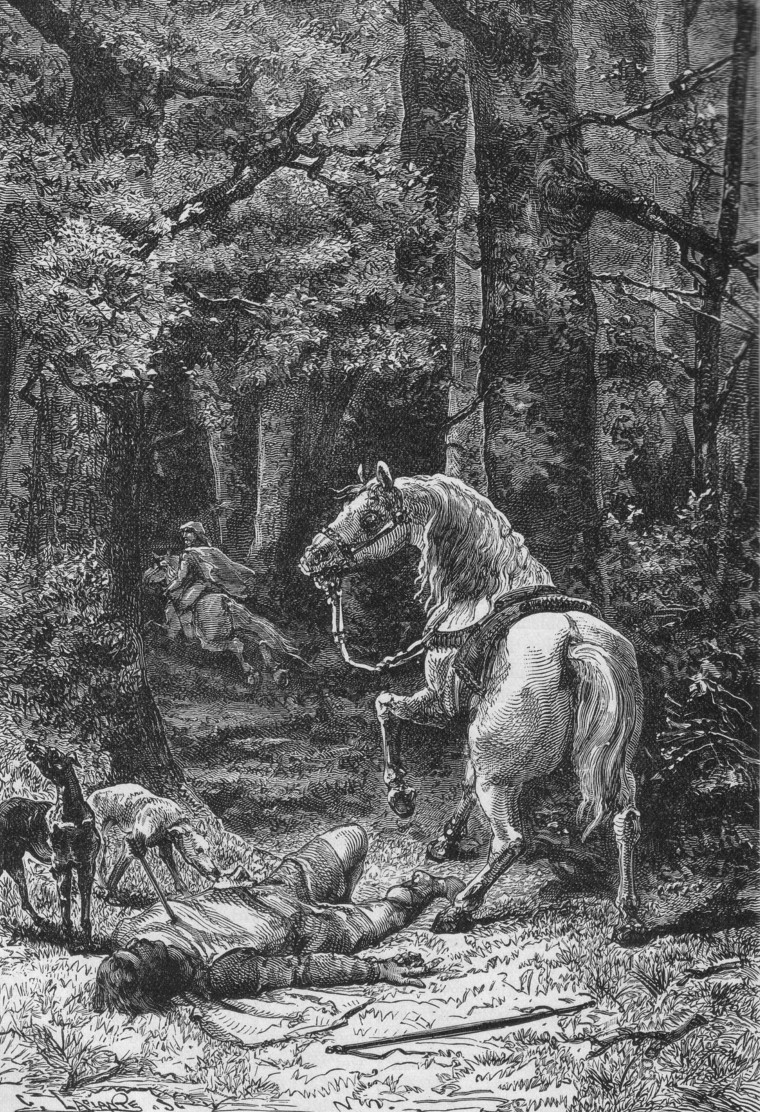
Śmierć Wilhelma Rudego. Litografia, 1895

Walter Tirel III, także: Tyrell, Thurold, Turold (1065, Tonbridge - po 1100) – rycerz angielski, syn Waltera Tirela II, królobójca Wilhelma Rudego w dniu 2 sierpnia 1100.
Ożenił się z Adelize, córką Richarda Fitza Gilberta. Był panem Poix-de-Picardie we Francji i Langham.

## Zabójstwo króla
Tirel, mimo że cieszył się sławą znakomitego strzelca, tłumaczył, że przypadkowo zabił Wilhelma II, gdy celował do zwierza. Istnieją jednak  argumenty, które temu przeczą, np. to, że reszta grupy obecnej przy polowaniu zostawiła zwłoki bez straży w lesie. Sam król miał również wielu wrogów i był znienawidzony przez swych poddanych. Henryk I Beauclerc, następca Wilhelma, bywa współcześnie oskarżany o zorganizowanie morderstwa.
O dalszych losach Tirela nic nie wiadomo.

## Tirel w literaturze
- Tirel jest bohaterem powieści historycznych George'a Shipwaya The Paladin and The Wolf time.
- Tirel występuje w książce The King's Arrow Michaela Cadnuma.